# Pouteria rostrata
Pouteria rostrata là một loài thực vật có hoa trong họ Hồng xiêm. Loài này được (Huber) Baehni miêu tả khoa học đầu tiên năm 1942.